# Zacarías Pribislavljević
Zacarías Pribislavljević o Zacarías de Serbia (en serbio: Захаријa Прибислављевић, griego: Ζαχαρίας; c 890s - 924) fue príncipe de los serbios entre 922 y 924. Derrotó a su primo Pablo en 922, y gobernó Serbia por dos años.
Zacarías era hijo de Pribislav, el hijo mayor de Mutimir (reino entre 851) de la primera dinastía serbia (gobernante desde principios del siglo VII).

## Antecedentes
Su padre, Pribislav, gobernó Serbia desde 891 hasta 892, cuando su sobrino, Petar, volvió del exilio y le derrotó en batalla, gobernando de 892 a 917.
Las guerras búlgaro-bizantinas convirtieron de facto al Primer Imperio búlgaro en el estado más poderoso del sudeste de Europa. Los bizantinos enviaron un gran ejército contra los búlgaros, pero fueron derrotados decisivamente en la batalla de Aqueloo en 917. Tras varias victorias más, Simeón I de Bulgaria prevaleció, pero Petar cambió de bando y se pasó a los bizantinos, por lo que fue depuesto y enviado a Bulgaria. Le sucedió Pablo Branović, instalado por los búlgaros en 917, que gobernó hasta 921.

## Gobierno
Zacarías fue enviado en 920 por Romano I a recuperar el trono, como legítimo pretendiente, pero fue capturado por Pablo y enviado a Simeón de Bulgaria. Después de esto, los bizantinos trataron de aliarse con Pablo, mientras que los búlgaros adoctrinaban a Zacarías. Los bizantinos entregaron mucho oro a Pablo, convenciéndole del peligro de una Bulgaria fuerte para Serbia, por lo que se preparó para atacar. Los búlgaros enviaron tropas a Zacarías, prometiéndole el trono si derrotaba a Pablo. La intervención fue un éxito, y Zacarías tomó el control de Serbia en la primavera de 922. Una vez más, un aliado de Bulgaria ocupaba el trono de Serbia, pero no por mucho tiempo.
Zacarías, que había vivido largo tiempo en Constantinopla, probablemente estaba resentido con los búlgaros desde su captura, y no era un aliado fiable. Era más natural que los serbios fueran probizantinos y antibúlgaros, ya que aquellos estaban más lejos y ofrecían más independencia que sus vecinos, así que Zacarías volvió a su alianza inicial con el Imperio bizantino.
Zacarías comenzó a reunirse con tribus eslavas fronterizas para rebelarse contra Bulgaria. En 923, Simeón envió tropas, pero resultaron insuficientes para sofocar a los rebeldes, y varios generales búlgaros fueron asesinados. Tras fracasar un asedio contra Constantinopla, Simeón decidió reunirse con Romano. En septiembre de 923, tuvieron una entrevista en Constantinopla, donde se discutió la paz, pero Simeón la abandonó sin firmar o jurar los términos.
En 924 un gran ejército búlgaro dirigido por Časlav, arrasó buena parte de Serbia, forzando a Zacarías a huir a Croacia. Simeón convocó a todos los duques serbios a rendir homenaje al nuevo príncipe, pero en lugar de instalar a Časlav, los tomó cautivos y anexionó Serbia. Bulgaria ahora había expansionado considerablemente sus fronteras.
Posteriormente, Časlav alcanzó el trono, con ayuda bizantina, en 927, gobernando Serbia hasta 960.